# Ulme
Ulme är en svensk animerad TV-serie på cirka 10 minuter var i elva delar från 1986 och 1991, regisserad av Gilbert Elfström och skriven av Hans Åke Gabrielsson. I rösterna hörs bland annat Björn Granath, Tor Isedal och Torsten Wahlund.
Serien bygger på Runer Jonssons bok Ulme i Eketorp som gavs ut 1979.
Den första säsongen innehåller fem delar och sändes mellan den 29 mars och 26 april 1986 i TV1. Den andra säsongen innehåller sex delar och visades mellan den 1 juli och 5 augusti 1991 i TV2.

## Svenska röster
- Björn Granath – Frans Fröjdefull & Berättare
- Tor Isedal – Sverker
- Torsten Wahlund – Ulf
- Ingvar Andersson
- Per Eggers
- Charlie Elvegård
- Björn Granath
- Ann-Sofi Nilsson
- Lise-Lotte Nilsson
- Bibi Nordin
- Rolf Skoglund
- Lars Sonnesjö
- Heintz Spira

## Filmteam
- Regissör – Gilbert Elfström
- Manus – Hans Åke Gabrielsson
- Producent – Anders Almcrantz, Gunilla Marcus-Luboff
- Musik – Georg Riedel
- Animatörer – Gilbert Elfström, Atta Elfström, Lars-Göran Holmström, Kerstin Holmstedt

## Säsonger
| Säsong | Säsong | Avsnitt, numrering | Antal avsnitt | Sändningsdatum | Sändningsdatum    |
| Säsong | Säsong | Avsnitt, numrering | Antal avsnitt | Säsongsstart   | Säsongsavslutning |
| ------ | ------ | ------------------ | ------------- | -------------- | ----------------- |
|        | 1      | 1–5                | 5             | 29 mars 1986   | 26 april 1986     |
|        | 2      | 6-11               | 6             | 1 juli 1991    | 5 augusti 1991    |

## Säsong 1
| Nr                                                                               | Titel               | Originalvisning |
| -------------------------------------------------------------------------------- | ------------------- | --------------- |
| 01                                                                               | "Den farliga resan" | 29 mars 1986    |
| Ulmes pappa försöker sälja järn.                                                 |                     |                 |
| 02                                                                               | "Hämndens ängel"    | 5 april 1986    |
| Helga blir Ulmes nya vän.                                                        |                     |                 |
| 03                                                                               | "Skattjakten"       | 12 april 1986   |
| Medan de vuxna firar skördefest vid matbordet, ägnar sig barnen åt en skattjakt. |                     |                 |
| 04                                                                               | "Vreserna anfaller" | 19 april 1986   |
| Eketorparna lyckas försvara sig mot anfallet av Vreserna.                        |                     |                 |
| 05                                                                               | "Slutstriden"       | 26 april 1986   |
| Eketorparna får hjälp av Ulme mot Vresernas belägring.                           |                     |                 |

## Säsong 2
| Nr | Titel               | Originalvisning |
| --- | ------------------- | --------------- |
| 01 | "Vargavinter"       | 1 juli 1991     |
| Ulme bor i byn Flake i Småland där hans pappa Ulf är hövding för Flakingarna. De kämpar mot Tore den Härskne som planerat att bli kung av Sverige. |                     |                 |
| 02 | "Stenmannen"        | 8 juli 1991     |
| Ulf har lämnat Ulme hemma när han med sitt följe drar ut på resa mot tinget på kungsgården.                                                        |                     |                 |
| 03 | "Kungariket i fara" | 15 juli 1991    |
| Ulme bekantar sig med Olof som är kungasonen, men Ulme anar oråd när han upptäcker att röda hanen är lös.                                          |                     |                 |
| 04 | "Flykten västerut"  | 22 juli 1991    |
| Kung Erik tvingas iväg på flykt från Tore den Härskne.                                                                                             |                     |                 |
| 05 | "Förrädaren"        | 29 juli 1991    |
| När Vreserna ständigt är närvarande tvingas flykten vidare mot Norge genom Utgårds bergslandskap.                                                  |                     |                 |
| 06 | "Vreserna"          | 5 augusti 1991  |
| Nu är det upp till Ulmes uppfinningsrikedom att rädda pojkarna och kungamakten.                                                                    |                     |                 |